# Blaaktoren
De Blaaktoren is een woontoren aan de Binnenrotte bij de Blaak in de Nederlandse stad Rotterdam. Aan het opvallende puntvormige dak ontleent het gebouw zijn meer bekende bijnaam "Het Potlood". Het is een van de markantere gebouwen van Rotterdam en vormt met de naastgelegen kubuswoningen een herkenningspunt in de stad.
De Blaaktoren is in 1984 opgeleverd.

## Het gebouw
De toren is, evenals de kubuswoningen en een wooncomplex aan de overzijde van de Blaak, ontworpen door de Nederlandse architect Piet Blom. Van straatniveau tot aan top van het puntdak meet de toren 61 meter, onderverdeeld in 13 woonlagen en een algemene stallingsruimte.

## Constructie
De betonnen draagmuren van het gebouw lopen van binnen naar buiten straalsgewijs uit, waardoor elke verdieping uit zes gelijkvormige, taps uitlopende secties bestaat. Vijf hiervan worden benut als woonruimte, de zesde is gereserveerd voor de liften, vluchttrappen en individuele bergingsruimte. Het puntdak is onbewoond en heeft slechts een architectonische betekenis.